# Hypercompe indecisa
Hypercompe indecisa là một loài bướm đêm thuộc phân họ Arctiinae, họ Erebidae.